# Casa de la Historia Europea
La Casa de la Historia Europea es una institución cultural y museo fundada por el Parlamento Europeo e inaugurada el 6 de mayo de 2017. La Casa pretende utilizar todos los medios posibles para fomentar un mejor conocimiento de la historia y la integración europeas. Para ello cuenta con un exposición permanente y con exposiciones temporales e itinerantes, una colección de objetos y documentos representativos de la historia europea, programas educativos y actos y publicaciones culturales, así como abundante material en línea.
Debido a su programa, y a su ubicación en Bruselas, este proyecto cuenta con la participación de otras instituciones de la Unión Europea, la Región de Bruselas-Capital y la ciudad de Bruselas.
El museo está abierto todos los días de la semana y la entrada es gratuita. Una tableta interactiva ofrece los contenidos del museo en 24 lenguas, con visitas guiadas disponibles en francés, neerlandés, alemán e inglés. Para los más pequeños y las familias se han creado secciones especiales.

## Génesis del proyecto
La idea de crear una Casa de la Historia Europea la propuso Hans-Gert Pöttering el 13 de febrero de 2007, en su discurso inaugural como Presidente del Parlamento Europeo. Uno de los principales objetivos del proyecto sería "profundizar los conocimientos que poseen los europeos de todas las generaciones sobre su propia historia y, de este modo, contribuir a una mejor comprensión de la evolución presente y futura de Europa". En octubre de 2008, un comité técnico dirigido por el profesor Hans Walter Hütter, director de la Casa de la Historia de la República Federal de Alemania, presentó un informe titulado "Fundamentos conceptuales para una Casa de la Historia Europea", en el que se exponía la idea general y el contenido del proyecto y se esbozaba la arquitectura institucional del mismo.
En junio de 2009, la Mesa del Parlamento decidió destinar al futuro museo el edificio de la antigua clínica dental Eastman, y en julio convocó un concurso especializado en el que más de 130 equipos de arquitectos profesionales manifestaron su interés. Las propuestas preseleccionadas elaboraron proyectos en regla, recibiendo financiación para ello. El 31 de marzo de 2011 se encomendó la renovación y ampliación del edificio al equipo ganador, Chaix & Morel y Socios (Francia), Arquitectos JSWD (Alemania) y TPF (Bélgica). A fin de preparar el contenido de las exposiciones y la estructura de la futura institución se constituyó en la Dirección General de Comunicación del Parlamento Europeo un equipo interdisciplinar de profesionales, dirigido por la historiadora y conservadora Taja Vovk van Gaal, que cuenta con el apoyo de un comité científico que reúne a un grupo de especialistas presididos por Włodzimierz Borodziej.

## Base conceptual y museográfica
El informe titulado "Bases Conceptuales para una Casa de la Historia Europea" que describe los principios del museo, fue elaborado por un comité de nueve expertos presidido por Hans Walter Hütter, Presidente de la Fundación de la Casa de la Historia de la República Federal Alemana.
El museo debe construir su propia colección, que se centrará en los aspectos específicamente europeos de la historia, evitando duplicar las colecciones existentes a nivel nacional. La casa debe reflejar la diversidad de la historia de Europa y sus raíces comunes, y contribuir a una mejor comprensión del origen de las instituciones en la segunda mitad del siglo XX.
En diciembre de 2012, con la entrega del Premio Nobel de la Paz a la Unión Europea
, se decide que tanto medalla como diploma sean los primeros objetos de la colección de la Casa de la Historia Europea y por tanto formen parte de la exposición permanente.
El museo alberga una colección permanente, un espacio para exposiciones temporales y prepara exposiciones itinerantes. La exposición permanente no aborda las historias individuales de los estados y regiones de Europa, sino que se centra en el fenómeno europeo, haciendo hincapié en la historia desde el final de la Segunda Guerra Mundial. Aproximadamente dos tercios de esta muestra se centran en la historia europea desde 1945). Además, está exposición desarrolla, a menor escala, investigaciones sobre las raíces del continente, la Edad Media y la Edad Moderna para que los visitantes puedan tener una mejor comprensión del presente y el futuro.
La entrada es libre y gratuita, tal y como recomendó el Comité de Expertos. La Casa se centra en el visitante y estará abierta a todos, según la filosofía del Parlamento en cuanto a accesibilidad. Para ello presenta sus principales elementos en al menos veinticuatro idiomas, las lenguas oficiales de la Unión Europea en el momento de la inauguración. El multilingüismo se entiende como expresión de la diversidad cultural de Europa, y la Casa de la Historia Europea desea que sus visitantes perciban su oferta multilingüe como uno de los patrimonios principales de la institución.

## Características del edificio
El edificio Eastman está ubicado en Bruselas en la calle Bélliard sobre el parque Leopold que es un conjunto clasificado como patrimonio, aunque el edificio en sí mismo no lo es. En 1933, la Fundación Eastman encomendó al arquitecto suizo Michel Polak, conocido por su estilo art decó y en particular por el famoso edificio Résidence Palace de Bruselas, que diseñase el nuevo edificio. Inaugurado en 1935, originalmente fue una clínica dental para los niños desfavorecidos y ha sido objeto de diversos usos desde entonces. El edificio de hormigón armado está construido en 421 pilotes.
La primera planta cuenta con una escalera monumental de acceso exterior y un amplio vestíbulo de una altura de techo de aproximadamente 5 m en la parte central. En la antigua sala de espera para niños hay asimismo un conjunto de pinturas murales de Camille Barthélémy que representan las fábulas de La Fontaine.
Los promotores de la Casa de la Historia Europea han puesto el marcha la iniciativa para implementar en el edificio un museo de 4000 m² aproximadamente, con alrededor de 3000 de exposición permanente, 600 de exposiciones temporales y el resto para tienda, oficinas, restaurante, etc. El proyecto busca la alta calidad ambiental de la construcción y la aplicación de los principios del desarrollo sostenible.

## Exposición permanente
Las galerías de la exposición permanente, que ocupan cuatro plantas de la Casa de la Historia Europea, se sirven de objetos y de recursos multimedia para sumergir al visitante en una narrativa inspiradora, centrada sobre todo en los siglos XIX y XX. La exposición permanente presenta la historia política, económica, social y cultural de Europa de manera cronológica, pero con un enfoque temático.

## Exposiciones temporales
El programa de la Casa de la Historia Europea incluye también una exposición temporal anual que brinda la oportunidad de completar o ampliar los temas y los períodos de la exposición permanente. Ello permite presentar exposiciones de distintos tipos o innovadoras y contenidos variados, de forma que resulten atractivos para distintos tipos de público. Como en el caso de la exposición permanente, las exposiciones temporales presentan un enfoque interdisciplinario y transnacional. Se presentan en cuatro lenguas (inglés, francés, alemán y neerlandés). Las exposiciones temporales hasta la fecha han sido:
·       Interacciones: del 5 de mayo de 2017 al 31 de mayo de 2018
·       Juventud rebelde: del 1 de marzo de 2019 al 29 de febrero de 2020
·       Fake for Real: del 1 de octubre de 2020 al 1 de enero de 2022
·       ¡Cuando las paredes hablan!: del 30 de abril al 13 de noviembre de 2022
·       Usar y tirar: del 18 de febrero de 2023 al 14 de enero de 2024

## Tecnologías digitales
Como parte de la misión del museo de ser accesible a públicos de todo el continente y proporcionar nuevos medios de transmisión de la historia transnacional, se ha puesto en marcha toda una serie de productos digitales:
·       Colección en línea
·       Visita virtual
·       Expo 58 (se pondrá en marcha a finales de 2023)

## Costes y financiación
Fase de transformación (2011-2015): 31 millones de euros para la renovación y ampliación del edificio, 21,4 millones para la exposición permanente y las primeras exposiciones temporales (15,4 millones de euros para el acondicionamiento de espacios de exposición y otros espacios y 6 millones para el multilingüismo) y 3,75 millones para la constitución de la colección.
Los gastos de transformación los sufragó el Parlamento Europeo, pero los de funcionamiento podrían ser cofinanciados por la Comisión Europea, cuyo Presidente ya ha manifestado la voluntad de contribuir al proyecto.

## Ejecución y gestión del proyecto
Puesta en marcha a iniciativa del Parlamento Europeo, la Casa de la Historia Europea se sirve de varias estructuras para su ejecución institucional.
El Consejo de Patronato, presidido por el expresidente del Parlamento Europeo, Hans-Gert Pöttering, es un ente plural formado por personalidades políticas, en el que convergen varias instituciones europeas y los poderes públicos de Bruselas. En él están representadas las principales tendencias políticas y los principales órganos del Parlamento Europeo. Su función es supervisar la gestión general del proyecto.
El Consejo Académico, presidido por el historiador Oliver Rathkolb y constituido por otros historiadores y profesionales de museos de reputación internacional, desempeña un papel consultivo sobre cuestiones históricas y museográficas.